# Omoda S5
Der Omoda S5 ist eine ausschließlich in Russland vermarktete Limousine des chinesischen Automobilherstellers Chery Automobile. Sie wird unter der Marke Omoda angeboten.

## Geschichte
Infolge des russischen Überfalls auf die Ukraine im Februar 2022 zogen sich viele westliche Automobilhersteller vom russischen Markt zurück. Im Gegenzug überarbeiteten viele chinesische Hersteller ihre Modellpalette in Russland. Dabei kamen meist die populären SUV auf den Markt. Der Omoda S5, der im Januar 2023 angekündigt wurde, ist hingegen eine Limousine der Kompaktklasse. Er ist 4,64 Meter lang und soll das Segment bedienen, in dem Hyundai mit dem Elantra oder Kia mit dem Cerato erfolgreich waren. Verkauft wird der Wagen in den drei Ausstattungsvarianten Life, Tech und Ultra seit April 2023. Im September 2023 folgte das Sportmodell GT. Technisch basiert das Fahrzeug auf dem Chery Arrizo 5 Plus. Es ist auf der M1X-Plattform aufgebaut, die 2008 mit dem Chery A3 eingeführt wurde.

## Technische Daten
Angetrieben wird der Omoda S5 entweder von einem 1,5-Liter-Ottomotor mit 83 kW (113 PS) oder einem 1,5-Liter-Ottomotor und Turbolader mit 108 kW (147 PS). Beide Versionen haben Vorderradantrieb und ein stufenloses Getriebe. Das Fahrwerk ist konventionell aufgebaut mit MacPherson-Federbeinen und Querlenkern vorn und einer Verbundlenkerachse hinten. Der GT hat einen aufgeladenen 1,6-Liter-Ottomotor mit 110 kW (150 PS) und ein 7-Stufen-Doppelkupplungsgetriebe.
|                                            | 1.5                   | 1.5T                   | GT 1.6T                          |
| ------------------------------------------ | --------------------- | ---------------------- | -------------------------------- |
| Bauzeitraum                                | seit 04/2023          | seit 04/2023           | 09/2023–01/2025                  |
| Motorkenndaten                             |                       |                        |                                  |
| Motorart                                   | Ottomotor             | Ottomotor              | Ottomotor                        |
| Motorbauart                                | R4                    | R4                     | R4                               |
| Motoraufladung                             | —                     | Turbolader             | Turbolader                       |
| Hubraum                                    | 1499 cm³              | 1498 cm³               | 1598 cm³                         |
| max. Leistung bei min−1                    | 83 kW (113 PS) / 6150 | 108 kW (147 PS) / 5500 | 110 kW (150 PS) / 5500           |
| max. Drehmoment bei min−1                  | 138 Nm / 4000         | 210 Nm / 1750–4000     | 275 Nm / 2000–3800               |
| Kraftübertragung                           |                       |                        |                                  |
| Antrieb                                    | Vorderradantrieb      | Vorderradantrieb       | Vorderradantrieb                 |
| Getriebe                                   | Stufenloses Getriebe  | Stufenloses Getriebe   | 7-Stufen-Doppelkupplungsgetriebe |
| Messwerte                                  |                       |                        |                                  |
| Höchstgeschwindigkeit                      | 180 km/h              | 190 km/h               | 190 km/h                         |
| Beschleunigung, 0–100 km/h                 | 13,2 s                | 9,7 s                  | 7,5 s                            |
| Kraftstoffverbrauch auf 100 km, kombiniert | 7,3 l Super           | 6,9 l Super            | 6,9 l Super                      |
| Leergewicht                                | 1386 kg               | 1395 kg                | 1419 kg                          |
| Tankinhalt                                 | 48 l                  | 48 l                   | 48 l                             |
| Abgasnorm                                  | Euro 5                | Euro 5                 | Euro 6                           |